# 王曰高
王曰高，字北山，茌平人，清朝政治人物。進士出身。
順治十五年（1658年），登戊戌科進士，改庶吉士，授翰林院编修，历官礼科都给事中。有《槐轩集》。